# Алморавиди
Алморавидите (1040 – 1147 г.) е династия, произлизаща от три съюзени берберски племена – ламтуна, масуфа, гудула, от клана Санхажа, които основават силна държава в Магреб и на Пиренейския полуостров. Произхождат от Южна Мавритания.

## История
Алморавидите са фанатични бранители на исляма. В тежки битки с Ганайската империя успяват да наложат ислямската религия в почти цяла Западна Африка и по време на апогея на своята мощ владеят територия от Испания до Сенегал.
През 1086 г. мюсюлмански владетели от Андалус се обръщат към алморавидския вожд Юсуф Ибн Ташфин с молба за помощ срещу настъпващите християнски войски предвождани от Алфонсо VI. В битката при Залака през октомври 1086 г. християните търпят тежко поражение, а крал Алфонсо едва успява да се спаси. Юсуф подчинява всички владетели на тайфи в Андалус, като безпощадно смазвал всяка съпротива. Започва период на господство на Алморавидите в Андалус:с. 82.
След смъртта на последния реално управлявал алморавидски владетел Ибрахим Ибн Ташфин, противниците на династията, в лицето на Алмохадите, успяват да я дестабилизират. Основна причина за рухването на властта на Алморавидите е мюсюлманско реформистко движение, предвождано от Зената Аломохадс (1133 – 1163).
Династията е заменена от тази на Алмохадите през 1147 г.

## Владетели
- Абдалах Ибн Ясин (1040 – 1059 г.) – основател и духовен водач

- Яхиа Ибн Умар Ал-Ламтуни (1050 – 1056 г.)
- Абу Бакр ибн Умар (1056 – 1087 г.) – съвладетел от 1072 г.
- Юсуф Ибн Ташфин (1072 – 1106 г.) – съвладетел до 1087 г.
- Али Ибн Юсуф (1106 – 1143 г.)
- Ташфин Ибн Али (1143 – 1145 г.)
- Ибрахим Ибн Ташфин (1145 – 1147 г.)
- Исхак Ибн Али (1147 г.)